# Pária (opera)
Pária (v polském originále Paria) je opera o třech dějstvích a prologu polského skladatele a zakladatele polské moderní opery Stanisława Moniuszka na libreto dramatika Jana Chęcińského podle stejnojmenné činohry francouzského spisovatele Casimira Delavigne. Jedná se o poslední a nejméně úspěšnou ze šesti Moniuszkových oper. Premiéru měla 11. prosince 1869 ve Velkém divadle ve Varšavě.

## Vznik a historie opery
Francouzský spisovatel Casimir Delavigne (mimo jiné autor libreta Verdiho opery Sicilské nešpory) byl v Polsku poloviny 19. století populární díky svému zájmu o Polsko i konkrétně díky své básni La Varsovienne zasvěcené polskému povstání roku 1831, která v Polsku zlidověla pod názvem Warszawianka. Stanisław Moniuszko se s Delevignovou pětiaktovou tragédií Pária setkal již jako osmnáctiletý (1837) a pořidil tehdy i její (nedochovaný) překlad. Vrátil se k ní koncem 50. let 19. století, když hledal univerzální námět pro svou novou velkou operu. Se žádostí o libreto se obrátil na Jana Chęcińského, libretistu dvou následujících Moniuszkových oper Verbum nobile (1861) a Strašidelný zámek (1865). I když Chęciński dodal libreto (v němž pět aktů zredukoval na tři a doplnil prolog) rychle, skladatelova práce nad operou se táhla celé desetiletí a premiéra se konala teprve roku 1869. Mezitím Moniuszko uplatnil některé části jako scénickou hudbu k Delavigneho původní činohře, která se v té době hrála ve varšavském divadle.
Chęcińského a Moniuszkův Pária dramatickou strukturou i hudebním zpracováním následuje vzor pozdní francouzské velké opery i podobných italských děl: kněžka Neala připomene Cherubiniho Vestálku nebo Belliniho Normu, slavná epizoda, v níž rozpoznání syna rodičem při velkém obřadu hrozí způsobit synovi smrt, se nachází v Meyerbeerově Proroku, orientální exotismus sdílí Pária například s Meyerbeerovou Afričankou nebo Bizetovými Lovci perel, vzniklými ve stejné době, a předchází například Verdiho Aidě nebo Delibesově Lakmé.
Pária nebyl přijat obecenstvem nepříznivě (zejména 2. dějství), avšak bez velkého nadšení. Kritik časopisu Kurier Warszawski shrnul dobové výhrady: „Hudba Párii náleží mezi ta díla, která je třeba při poslechu studovat. Tato partitura znamenitě odráží inteligenci svého autora, a právě proto je těžké se tímto dílem nadchnout, i když je možné je obdivovat. Kdyby byl Moniuszko vytvořil zmíněnou operu v tom údobí života, kdy na jeho obzoru plá slunce iluzí plným leskem, kdy věrný duch slepě miluje až k šílenství a žije ve svém monumentálním světě ideálů – jsme si jisti, že by pak Pária zastínil Halku silou dramatického účinku.“
Odtažitý námět nezaujal polské obecenstvo tak jako předchozí Moniuszkovy opery s vlasteneckým tématem, ani nepomohl opeře proniknout na zahraniční scény, jak skladatel doufal. Pária – i přes recenze vesměs příznivé zasloužilému skladateli – opustil scénu po pouhých šesti představeních a uvolnil místo italské opeře; nenaplnil tak Moniuszkova umělecká ani finanční očekávání. Skladatel neúspěchu díla, jež považoval za své nejlepší, do smrti litoval a nechápal ho.
Znovu se Pária na varšavském jevišti hrál až po téměř půl století, dlouho po Moniuszkově smrti, totiž roku 1917. Další inscenace proběhly až po druhé světové válce: ve Vratislavi roku 1951, v Poznani roku 1958, v Bytomi roku 1960, v Gdyni (Baltská opera Gdaňsk) roku 1972, ve Varšavě roku 1980, v Lodži roku 1992 a naposledy ve Štětíně roku 2005; z poslední inscenace pochází i nahrávka, jež byla vydána na CD. Jedinou inscenaci mimo Polsko vypravilo roku 1991 operní divadlo v Havaně.
V hudebněvědné literatuře je Pária často označován za dílo v rámci Moniuszkovy tvorby relativně slabé a invenčně vyčerpané, příliš hudebně připomínající jeho nejúspěšnější operu Halka. Britský skladatel Robert Hugill v recenzi na operu píše: „Je obtížné rozehřát se pro osud postav této opery. Zápletka se příliš spoléhá na své exotické prostředí a Moniuszkovi se spíše nedaří vzbudit v nás zájem o tyto lidi. Scénář se poněkud příliš opírá o ceremoniály v bráhmanském chrámu a děj je poháněn operními konvencemi a náhodami.“
Kombinace inscenační náročnosti, malé přitažlivosti tématu, dramaturgických nedostatků a nevyrovnané inspirace střídající se s rutinou dělá z Párii nejméně hranou Moniuszkovu operu, i když díky skladatelovu postavení zakladatele polské opery z repertoáru zcela nevymizel. Dirigent štětínského nastudování Warcisław Kunc vypočítává přednosti díla „logické a námětově univerzální libreto […], vytvářející efektní inscenační příležitosti, […] velké sborové scény (i za scénou), zvláštní baletní čísla, přitažlivé vokální a čitelně vykreslené party hlavních čtyř sólistů, zajímavou instrumentaci […] a především přímou a logickou stavbu“. Kritika CD nahrávky z časopisu Ruch Muzyczny vyzdvihuje některé árie, zejména však sbory a předehru. Hudebně zůstává Moniuszko ve své poslední opeře věrný svým dosavadním vzorům, francouzské komické opeře (zejména Auberovi) a německým romantikům. Již současníci poznamenávali, případně přímo vytýkali, že hudba Párii přes orientální dějiště neobsahuje orientalismy, naopak je často blízká polskému a litevskému folklóru, včetně tak typických polských hudebních prvků jako mazurka a polonéza.
Na rozdíl od opery samotné se v koncertní podobě značně rozšířila předehra opery, položená skladatelem netradičně mezi prolog a první dějství. Již v roce premiéry byla vydána její transkripce pro čtyřruční klavír, ve 20. století však v koncertní praxi nad původní podobou převládla značně přepracovaná verze Grzegorze Fitelberga (1879–1953).

## Osoby a první obsazení
| osoba                                         | hlasový obor | premiéra (11. 12. 1869) |
| --------------------------------------------- | ------------ | ----------------------- |
| Dżares, pária                                 | baryton      | Jan Koehler             |
| Akebar, velekněz, náčelník kasty bráhmanů     | basbaryton   | Józef Prohazka          |
| Neala, jeho dcera, kněžka                     | mezzosoprán  | Bronisława Dowiakowska  |
| Idamor, náčelník kasty válečníků              | tenor        | Daniel Filleborn        |
| Ratef, válečník, Idamorův důvěrník            | tenor        | E. Suszyński            |
| Bráhmani, bráhmanky, válečníci, bajadéry, lid |              |                         |
| Dirigent:                                     | Dirigent:    | Stanisław Moniuszko     |

## Děj opery
Odehrává se v Benáres a okolí kolem roku 1900.

### Prolog
Posvátný háj před rozbřeskem. Na místo přichází vítězný vojevůdce Idamor. Na dotaz svého průvodce Ratefa prozrazuje, že zde doufá při ranní pobožnosti zahlédnout Nealu, dceru velekněze a představeného kasty bráhmanů (scéna Wśród cieniów nocy, smętny, ponury). Tu sem dolehne hluk rozvášněného davu vojáků, který někoho pronásleduje a chce zabít (sbor Chwytać go! Chwytać go! Podłe plemię!). Na Idamorovu otázku vojáci křičí, že do háje vstoupil příslušník nejnižší kasty – pária – a tím ho znesvětil, proto musí být zabit. Idamor je zastaví a pod záminkou, že posvátný háj nesmí být poskvrněn krví, pronásledovaného zachrání. Vojáci jsou rozkazem svého vojenského velitele překvapeni, ale s reptáním se rozejdou.
Idamor o samotě přemýšlí o žalostném osudu páriů. On sám pochází z této kasty, ač to nikdo netuší. Kdysi opustil svého otce a svůj lid a vydal se hledat vlastní osud. Štěstí mu přálo a stal se slavným válečníkem, dnešní příhoda v něm však znovu vzbudila pocit přináležitosti k páriům (recitativ a kavatina Paria! To jeszcze jeden z tej kasty wzgardzony…).

### 1. dějství
Stejné místo za východu Slunce. Bráhmanské kněžky vzývají ochranného boha (sbor Z pod gwiaździstej noc opończy). Mezi nimi je Neala, jež na chvíli posílá své družky pryč. Tíží ji rozpor mezi kněžskými povinnostmi a pozemskou láskou, která ji zajala, a modlí se ke Slunci o ochranu (recitativ a píseň se sborem Czystego ducha wznosić korne modły!... Słońce wspaniałe, twój święty blask).
Objeví se Idamor a oba milenci si padnou do náručí a obnovují si vyznání lásky. Ale Neala je velmi rozrušená, neboť otec postřehl, že se její mysl zabývá pozemským světem, a dnes se hodlá otázat bohů, zda má být Neala propuštěna z kněžského slibu a provdána – a za koho. Idamor ji utěšuje a ujišťuje o své věrnosti a odhodlání (duet Mój drogi! O droga!... Niech więc uderzy, droga Nealo!).
Přichází sbor bráhmanů a zpívá chvalozpěv Súrjovi (sbor O! Suria wspaniały). Nealin otec, velekněz Akebar, je svolal k důležité poradě: po nedávných vítězstvích vzrostla moc a sebevědomí kasty válečníků natolik, že ohrožuje výsadní pstavení kasty bráhmanů. Neala správně tuší, že největším trnem v oku je bráhmanům vojevůdce Idamor. Bráhmani jsou pobouřeni a Idamora proklínají (scéna vzývání Braminowie, wezwałem was w ważnej sprawie). Akebar je zadržuje: zná nejúčinnější prostředek, jak vojevůdce donutit pokleknou před bráhmany, i když to pro velekněze osobně bude znamenat velkou oběť. Než Akebar tento prostředek odhalí, musí se poradit s bohy, zda jsou úmyslu naklonni (recitativ a árie Wstzymajcie wyrok wasz… Jest jedno słowo co tak wielką władzę ma).
Akebar a bráhmanští kněží i kněžky se modlí k Bohu a prosí o věštbu; Neala po straně prosí Boha o ochranu Idamora (ansámbl Przedwieczny!) Dva bráhmani pak čtou věštecký výrok: nechť Akebar svůj úmysl uskuteční, a to ještě než skončí dnešní den, a dostane se mu přízně bohů.
Objevuje se Idamor, kterého dal velekněz předvolat. Neala se bojí o jeho osud. Ona i Idamor pak ztuhnou, když Akebar oznamuje, že bohové propouštějí Nealu ze své služby a ta se ještě dnes má provdat. Vyvoleným ženichem není nikdo jiný než – Idamor. Vwichni jsou překvapeni, ale Idamor i Neale jsou na vrcholu blaha a děkují Akebarovi. Ten je potěšen jak poslušností své dcery, tak náhlou pokorou hrdého vojevůdce. Velekněz, kněží a kněžky i zaslíbený pár vzdávají díky Bohu (finále Idamor! s duetem Nealy a Idamora Twym głosem Przedwieczny przemawia a sborem O panie! Twe słowo to niebios natchnienie!).

### 2. dějství

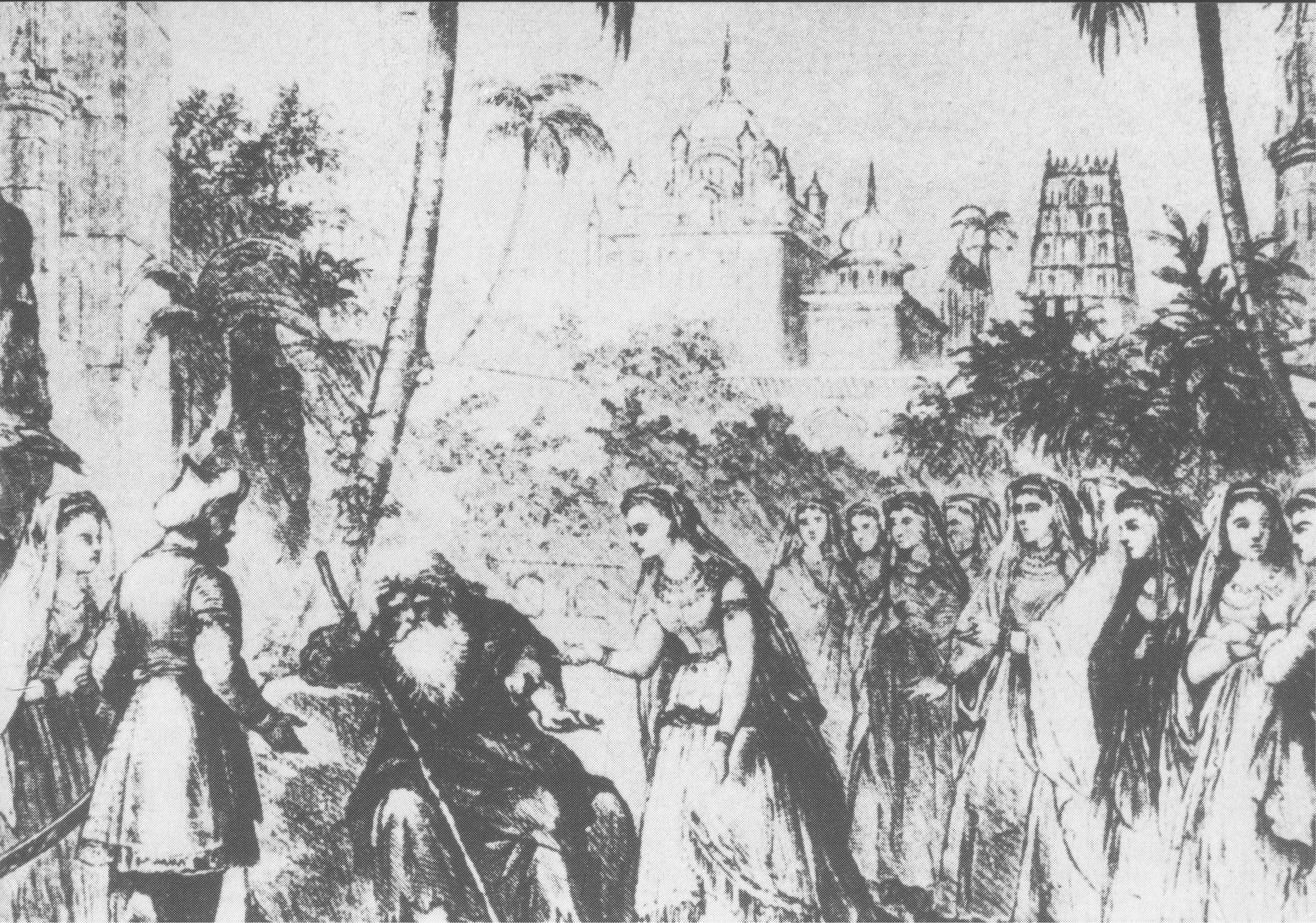
Scéna ze II. dějství Párii, rytina Jana Lewického

Když Akebar oslovil Idamora „synu“, vyvolalo to ve vojevůdci vzpomínky na jeho skutečného otce Dżarese. Idamor se ho zřekl a tím spáchal hřích, nechce nyní zatížit své svědomí tím, že by lhal i své nastávající (moolog „Synu“! On moim ojcem?) Když pak přispěchá Neala, zavede Idamor řeč na nejnižší, opovrhovanou kastu. Neale se hnusí i pouhé pomyšlení na ni a přerušuje svého snoubence, ale Idamor neustává, dokud jí neodhalí svůj původ a osud. Zhrozená a zmatená Neala neví, co dělat, a posílá Idamora pryč, ale ten ji přesvědčuje, aby se rozhodla ne podle předsudků, ale podle hlasu svého srdce. Láska v Nealině mysli nakonec zvítězí nad odporem (scéna Idamor! Więc dziś jeszcze żoną twą zostanę s ariosy Neale Powiedz niebiańska istoto a Idamora Idź za uczuć świętym głosem).
Idamor odchází, přicházejí ostatní bráhmanky. Nerady se s Nealou loučí, ale jsou rády, že si bere někoho, koho miluje, a přejí jí štěstí. Neala má však plno obav a činí slavný slib, že bude s Idamorem sdílet všechno zlé, byť by to měla být i smrt (sbor bráhmanek Nealo, Nealo! Czemuś ty nie z nami?... Dziel odgłos uwielbienia). Své obavy i odhodlání následovat svou lásku pak může Neala vyslovit volněji, když osamí (recitativ a romance Paria! On Paria!... Snują się z dala groźne widziadła).
Idamorův pobočník Ratef oznamuje Neale, že ke chrámu přišel nějaký starý a zřejmě bláznivý žebrák. Neala chce být na svůj šťastný den pohostinná a nechává žebráka přivést. Ten zpívá o tom, že hledá poklad, který mu svěřili bohové a vzali lidé (Dżaresova píseň Znam gród wspaniały, największy on z miast). Prý jen jeden člověk ví, kde se jeho poklad nalézá – vrchní velitel vojsk, který si říká Idamor. Zatímco Dżares hořekuje nad ztraceným pokladem, Neala, Ratef a bráhmanské kněžky litují pomateného starce (tercet se sborem Lecz próżno, ach próżno tak chodzę).
Když ostatní odejdou, setkává se Dżares s Idamorem, ve kterém poznává svého syna. Raduje se ze shledání a chce syna odvést s sebou. Idamor se bojí, že pokud by se tajemství jeho původu prozradilo, přijdou oba o život. Svěřuje se otci, že se dnes má oženit s bráhmanovou dcerou. Ale Idamorovu neochotu jej ihned následovat nese Dżares velmi těžce, až mu nakonec vojevůdce musí slíbit, že se s ním setká dnes v noci a odejdou spolu. Přitom však tuší, že jeho naděje na štěstí se v důsledku tohoto nenadálého setkání zcela rozplynula (duet To on! Tak to on! On sam! … Pójdź, pójdź mój kiju!).

### 3. dějství
Obětníci chystají svatební obřad na břehu řeky Gangy (sbor Już oltarz gotów pod gwiazdę światą… Weselem świata krańce brzmią). Akebar pronáší k nevěsě a ženichovi oddací modlitbu (árie Bogowie miłości, bogowie roskoszy), tančí se obřadní tance (balet)
Obřad přeruší zmatek v davu, když se jím prodírá Dżares. Hledá syna, vidí svatební oděvy a má za to, že jej jeho „poklad“ opustil, a proto žádá o smrt. Bráhmani jsou překvapeni a Akebar posílá starce pryč: svaté místo nesmí být poskvrněno krví. Ale když Dżares vykřikuje, že je pária, Akebar a bráhmani mění názor (scéna Co widzę? To mój ojciec! s ariosem Akebara Tych świętych miejsc krew).
Idamor vystoupí na starcovu ochranu a prohlašuje ho za svého otce (i když to Dżares, který si konečně uvědomí nebezpečí, popírá). Hrdě se hlásí ke svému původu a připomíná všem, že to byl on, pária, kdo je svou statečností v boji zachránil před nepřátelským vpádem a komu jsou zavázáni vděčností (árie Tak! Ja jestem Paria!). Akebar a bráhmanové reagují na Idamorovou prohlášení zuřivě a vrhnou se na něj; vojevůdce brzy klesá ubit jejich ranami.
Ratef a druzí Idamorovi spolubojovníci byli odhalením zhrozeni stejně jako ostatní, ale pak přece jen s jistým váháním odnášejí Idamorovu mrtvolu na čestnou pohřební hranici.
Akebar a ostatní přítomní litují Nealu, jíž osud připravil tak nešťastné překvapení (Akebarovo arioso Dzięce ukochane! Tu twej radości kres). Neala se však k otci obrací zády a odvádí Dżarese. Jeho teď uznává za svého otce a chce mu být po zbytek života oporou místo ztraceného syna (kavatina Pójdź, drógi ojcze). Akebar jen stěží zabrání bráhmanům, aby Nealu i Dżarese na místě nezabili, a posílá oba do věčného vyhnanství. Dżares a Neala spěšně odcházejí, bráhmanové a bráhmanky za nimi metají kletby a přání mnoha běd a brzké smrti (finále Śmierć im!... Na wieczne wygnanie twa miłość odtrąca).

## Nahrávka
- 2008 (CD DUX 0686/0687) Zpívají (Dżares) Leszek Skrla, (Akebar) Janusz Lewandowski, (Neala) Katarzyna Hołysz, (Idamor) Tomasz Kuk, (Ratef) Andrzej Lampert. Orchestr a sbor Opery na Zamku řídí Warcisław Kunc (živá nahrávka z Opery na Zamku ve Štětíně).